# Georges Minois
Georges Minois (* 1946) ist ein französischer Historiker und ein Experte für Religions-, Sozial- und Mentalitätsgeschichte.

## Biographie
Georges Minois studierte an der École normale supérieure. Danach war er bis 2006 als Lehrer für Geschichte und Geografie am Lycée Ernest Renan in Saint-Brieuc tätig. Seine zahl- und umfangreichen Werke behandeln einzelne kulturgeschichtliche Themen.

## Werk

### Histoire de l’avenir
In seinem Werk Geschichte der Zukunft. Orakel, Prophezeiungen, Utopien, Prognosen (1996) erzählt er die Geschichte der Zukunft als eine Geschichte der Praxen, mit denen versucht wurde die Zukunft zu deuten. Er zieht eine Linie von den vorchristlichen Orakeln und Prophezeiungen bis zu Utopien und wissenschaftsbasierten Prognosen. Dabei unterscheidet er fünf Epochen, die jeweils durch die Dominanz einer spezifischen Form der Zukunftsschau charakterisiert werden: die Zeitalter der Orakel, der Prophezeiung, der Astrologie, der Utopien und der wissenschaftlichen Vorhersagen. Die Formen der Zukunftsvorhersage überlappen sich und seien zeitlich nicht eindeutig begrenzt, wohl aber gebe es jeweils eine Dominanz der Praktiken der Zukunftsschau.

### Histoire de l’atheisme
In seinem großangelegten Werk Geschichte des Atheismus (1998), das oft mit Fritz Mauthners vierbändiger Atheismusgeschichte von 1923 verglichen wird, heißt es etwa:

„Dieses düstere, verworrene Jahrhundert [das 19.] hat viele Geister desorientiert, die in einer bereits weitgehend desillusionierten Welt in Verzweiflung geraten sind… Die Tendenz wird schon von Schleiermacher eingeleitet – indem er die Religion zu einer rein psychologischen Angelegenheit erklärt... Ebenso gefährlich ist die Haltung Kierkegaards… Aber der wahre individualistische Ungläubige ist Max Stirner… Es gibt weder Gott noch Mensch, es gibt nur Ich, und dieses Ich muss man befreien, indem man alle Transzendenzen und alle Idole verwirft, ebenso die Idee einer Kommunikation mit dem Anderen, der unwiderruflich außer Reichweite ist. Die Konsequenz ist ein verzweifelter Nihilismus, eine Sackgasse. … Das Ich kann lediglich dem Schauspiel seiner eigenen Zerstörung beiwohnen.“

Oder:

„Die logische Folge des individualistischen Atheismus finden wir bei Keller, Schopenhauer, Hartmann: es ist der Wille zur Vernichtung.“

In seiner „Bilanz des Unglaubens“, dem letzten Kapitel seiner Geschichte des Atheismus, konstatiert Minois, dass mehr als ein Fünftel der Menschheit nicht mehr an einen Gott glaube. Er schätzt für das Jahr 2000 etwa 1,1 Milliarden Agnostiker und 262 Millionen Atheisten, verglichen mit etwa 1,2 Milliarden Gläubige für den Islam und 1,1 Milliarden für die katholische Kirche.
Der Marburger Philosoph Winfried Schröder urteilte, Minois’ Geschichte des Atheismus sei „ein Sachbuch, dessen Verfasser sich nicht die Mühe gemacht hat, den aktuellen Forschungsstand zur Kenntnis zu nehmen.“ Es verbreite „immer noch ... die alten Legenden von antiken oder mittelalterlichen Gottesleugnern“.

## Schriften (in deutscher Übersetzung)
- Die Hölle. Zur Geschichte einer Fiktion. Diederichs, München 1994, ISBN 3-424-01198-3; dtv, München 1996, ISBN 3-423-04679-1
- Geschichte des Selbstmords. Artemis & Winkler, Düsseldorf/Zürich 1996, ISBN 3-538-07041-5
- Geschichte der Zukunft. Orakel, Prophezeiungen, Utopien, Prognosen. Artemis & Winkler, Düsseldorf/Zürich 1998, ISBN 3-538-07072-5; neu als: Die Geschichte der Prophezeiungen. Albatros, Düsseldorf 2002; ISBN 3-491-96043-6
- Hölle – kleine Kulturgeschichte der Unterwelt. Herder, Freiburg/Basel/Wien 2000, ISBN 3-451-04778-0
- Geschichte des Atheismus. Von den Anfängen bis zur Gegenwart. Verlag Hermann Böhlaus Nachf., Weimar 2000, ISBN 3-7400-1104-1